# Bikkia pancheri
Bikkia pancheri là một loài thực vật có hoa trong họ Thiến thảo. Loài này được (Brongn.) Guillaumin mô tả khoa học đầu tiên năm 1909.